# Erythrodontium leptothallum
Erythrodontium leptothallum là một loài rêu trong họ Entodontaceae. Loài này được Müll. Hal. Nog. mô tả khoa học đầu tiên năm 1939.